# Sosnowiec
Sosnowiec (kiejtéseⓘ, IPA: [sɔsˈnɔvʲɛʦ], németül: Sosnowitz) város Lengyelország délnyugati részén, a Sziléziai vajdaságban, a felső-sziléziai ipari körzet központja. A Dąbrowai-medence legfontosabb városa. 1992-ben a katolikus egyház adminisztrációs reformja keretében az újonnan kialakított Sosnowieci egyházmegye székvárosa lett. Sosnowiec, bár a sziléziai vajdaság része, Kis-Lengyelország része, nem pedig Szilézia.

## Földrajz

### Helyzete
Sosnowiec a Sziléziai-fennsíkon, a Dąbrowai-medencében helyezkedik el. Geológiai szempontból Sosnowiec a felső-sziléziai szénmezőn fekszik, mely az egész felső-sziléziai ipari körzetet, valamint a rybniki szénvidéket felöleli. a következő városokkal határos: Katowice, Mysłowice, Jaworzno, Sławków, Dąbrowa Górnicza, Będzin, Czeladź.

### Folyók és vízfolyások
- Biała Przemsza
- Bobrek
- Brynica
- Czarna Przemsza
- Rawa
- Potok Zagórski

### Víztározók és tavak
- Balaton
- Leśna
- Stawiki w Sosnowcu Starym Sosnowcu

## Városrészek
- Dębowa Góra,
- Jęzor,
- Kazimierz Górniczy,
- Klimontów,
- Maczki,
- Milowice,
- Modrzejów,
- Niwka,
- Ostra Górka,
- Ostrowy Górnicze,
- Pogoń,
- Porąbka,
- Radocha,
- Rudna,
- Sielec,
- Stary Sosnowiec,
- Środula,
- Śródmieście,
- Zagórze

## Története
A város nevét a fenyőerdőkről kapta, melyek 1830-ig a területén nőttek. A város eredeti neve Sosnowice volt.
Legrégebbi ismert említését 1123-ban, de biztosan a mai város helyén állt falvak: Milowice, Klimontowa, Zagórz említését egy 1228-ban kelt oklevélből ismerjük és más említéseket is a 13. századból. Városi privilégiumokkal rövid ideig Modrzejów (ma Sosnowiec része) rendelkezett a 18. században, majd 1902-től, ami az első ilyen gesztus volt a Kongresszusi Lengyelországban a januári felkelés után. Amikor 1902-ben Sosnowiec "falut" városi rangra emelte a cári adminisztráció, 61 ezer lakosa, saját sajtója, hivatásos színháza, fejlett egészségügyi hálózata volt. A városban történt események közül a felkelésen kívül érdemes megemlíteni a (Varsóval együtt) első május elsejei tüntetést. Az a nyomás, amit ezek a tények jelentettek a cári hatóságokra, jól magyarázzák, hogy a cárellenes megmozdulások dacára miért kapott elsőként városi jogokat Sosnowiec a felkelés után.

## Műemlékek
- Sieleci kastély
- Dietl-palota
- Schöen-palota és park
- Wilhelm-palota

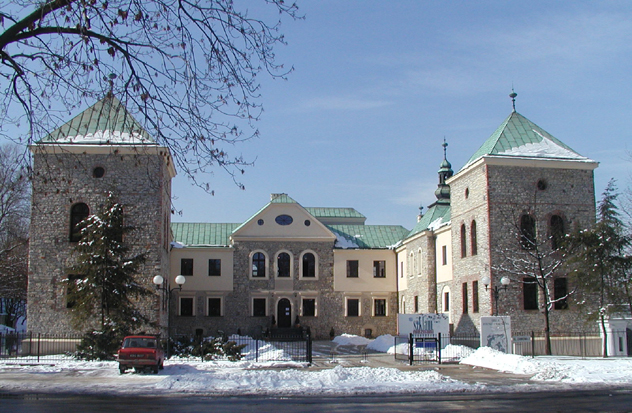
Sosnowiec, Sieleci kastély

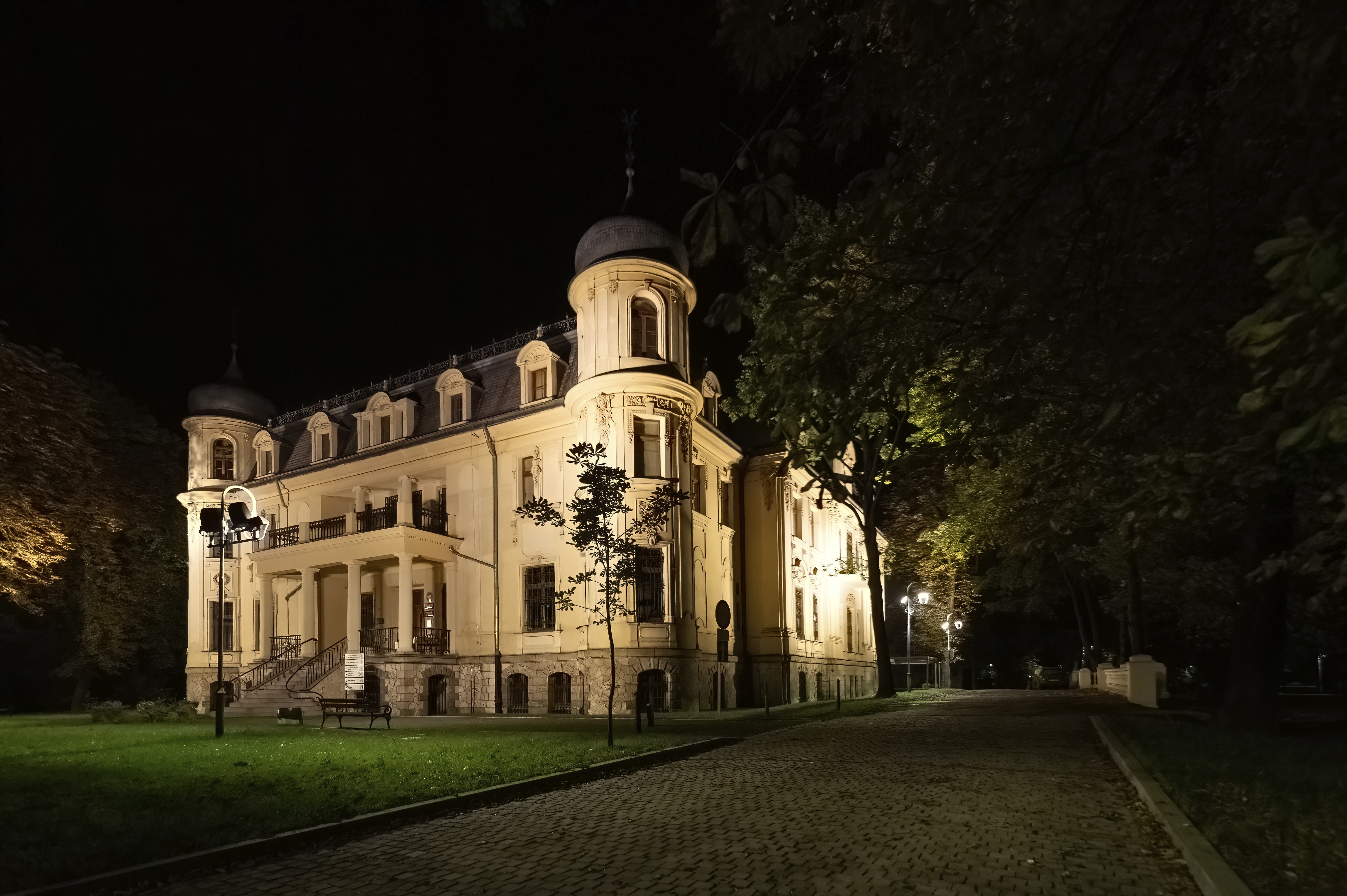
Sosnowiec, Schoen-palota

- Mieroszewski-kúria Sosnowiec Zagórzban
- Piątkowski-villa
- Szűzanya Elszenderedése-székesegyház
- Evangélikus templom
- Jézus legszentebb szíve templom
- Częstochowai Mária-templom
- Mária-templom Sielecben
- Péter és Pál apostol templom Maczkiban
- Szent Borbála-templom Seilecben
- Keresztelő Szent János-templom
- Szent Joachim-templom, Zagórz
- Szent Tamás apostol templom, Pogoń
- Ortodox templom

## Média
- Wiadomości Zagłębia
- Kurier Miejski
- Radio ESKA Śląsk (99,1 FM)

## Külső hivatkozások
- A város történelme
- Műhold felvételek[halott link]
- Fanfár Archiválva 2006. február 20-i dátummal a Wayback Machine-ben
- Sosnowiec a Nézd meg Sziléziát!-ról
- Internetes információ szolgáltatás (1)
- Internetes információ szolgáltatás (2)
- Fényképek
- Kerékpáros kirándulások Sosnowiecben

1. ↑  Statisztikai Főhivatal. (Hozzáférés: 2024. november 16.)